# Shreve (Ohio)
Shreve es una villa ubicada en el condado de Wayne en el estado estadounidense de Ohio. En el Censo de 2010 tenía una población de 1514 habitantes y una densidad poblacional de 688,53 personas por km².

## Geografía
Shreve se encuentra ubicada en las coordenadas 40°40′53″N 82°1′18″O / 40.68139, -82.02167. Según la Oficina del Censo de los Estados Unidos, Shreve tiene una superficie total de 2.2 km², de la cual 2.2 km² corresponden a tierra firme y (0%) 0 km² es agua.

## Demografía
Según el censo de 2010, había 1514 personas residiendo en Shreve. La densidad de población era de 688,53 hab./km². De los 1514 habitantes, Shreve estaba compuesto por el 97.69% blancos, el 0.2% eran afroamericanos, el 0.13% eran amerindios, el 0.33% eran asiáticos, el 0.13% eran isleños del Pacífico, el 0.59% eran de otras razas y el 0.92% pertenecían a dos o más razas. Del total de la población el 1.12% eran hispanos o latinos de cualquier raza.